# Colin Gordon (lekkoatleta)
Colin Ernest Sutherland Gordon (ur. 24 grudnia 1907 w Bath Settlement w regionie Mahaica-Berbice Gujany Brytyjskiej, zm. 22 sierpnia 1980 w Adelaide) – gujański lekkoatleta, skoczek wzwyż, medalista Igrzysk Wspólnoty Narodów.
Uczestniczył w Igrzyskach Olimpijskich w Amsterdamie w 1928 jako reprezentant Wielkiej Brytanii. W 1930 roku wystąpił w skoku wzwyż na Igrzyskach Imperium Brytyjskiego. W najlepszej próbie uzyskał wynik 1,88 metra, który dał mu srebrny medal. Przegrał jedynie z reprezentantem Związku Południowej Afryki, którym był Johannes Viljoen.
W tym samym roku zdobył tytuł mistrza Wielkiej Brytanii w skoku wzwyż (skoczył wówczas 1,85 m).